# マツダイ科
マツダイ科（Lobotidae）は、タイ目に所属する魚類の分類群の一つ。2属からなり、マツダイなどおよそ7種が含まれる。従来はスズキ目に含まれていたが、Nelson (2016) の体系ではタイ目に含まれている。

## 分類
マツダイ科にはNelson（2016）の体系において2属7種が認められている。マツダイ属とダトニオイデス属が単系統群を構成するという根拠は乏しく、後者を独立のダトニオイデス科 Datnioididae として分割する見解もあるが、本体系では暫定的にマツダイ科に含められている。FishBaseではヒゲダイ属を本科に分類している。本科にヒゲダイ属を含め、単型のマツダイ目に分類する場合もある。

## 分布・生態
マツダイ科の魚類は温暖な地域に分布し、沿岸近くの浅い海で生活するマツダイ属と、インドからボルネオ島・ニューギニア島にかけての淡水・汽水域に分布するダトニオイデス属に分けられる。
マツダイ属の未成魚は枯葉に擬態することが知られ、黄色調の体を横たえたり逆さまになったりして漂うことで捕食者の目を欺くとされる。属名の由来は、ギリシア語の「lobos（葉）」から。

## 形態
マツダイ科の仲間は左右に平たく側扁した、いわゆる鯛型をしている。成魚の体色は緑色から褐色調、全長は最大で1mに達する。
背鰭と臀鰭の後半の鰭条が円みを帯びて後方にせり出し、3枚の尾鰭をもつように見えることが最大の特徴である。背鰭は12本の棘条と15-16本の軟条で構成される。口蓋骨と鋤骨の歯を欠き、椎骨は24個。

## 下位分類
本稿では、FishBaseに記載される3属15種についてリストする。
- ダトニオイデス属 Datnioides [5]

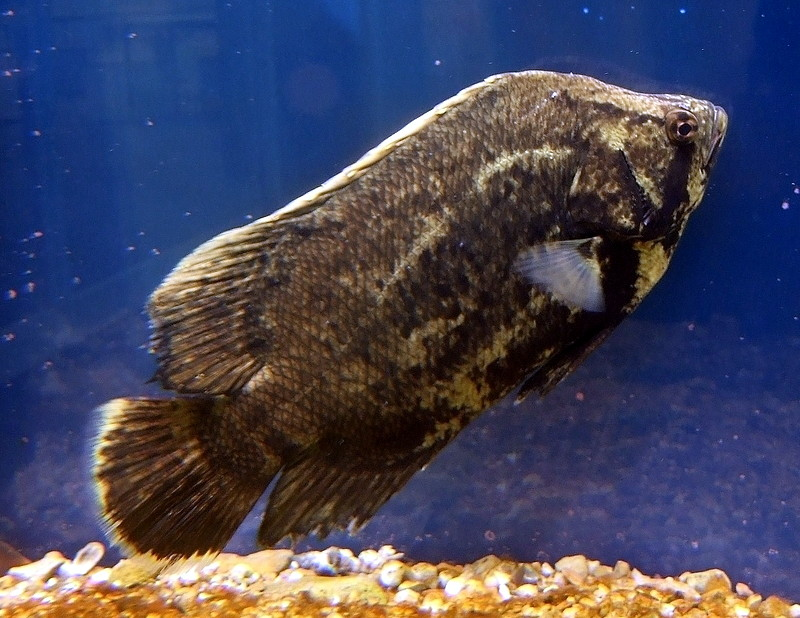
マツダイ Lobotes surinamensis （マツダイ属）。後方にせり出した背鰭と臀鰭が、英名「Tripletail（3枚の尾）」の由来となっている

  - Datnioides campbelli Whitley, 1939
  - Datnioides microlepis Bleeker, 1854 (Finescale tigerfish)
  - Datnioides polota (F. Hamilton, 1822)
  - Datnioides pulcher (Kottelat, 1998) (Siamese tigerfish)
  - Datnioides undecimradiatus (T. R. Roberts & Kottelat, 1994) (Mekong tiger perch)
- ヒゲダイ属 Hapalogenys J. Richardson, 1844
  - Hapalogenys analis J. Richardson, 1845 セトダイ (Broadbanded velvetchin)
  - Hapalogenys bengalensis Mohapatra, D. Ray & Kumar, 2013
  - Hapalogenys dampieriensis Iwatsuki & B. C. Russell, 2006 (Australian striped velvetchin)
  - Hapalogenys filamentosus Iwatsuki & B. C. Russell, 2006 (Philippine dark velvetchin)
  - Hapalogenys kishinouyei H. M. Smith & T. E. B. Pope, 1906 シマセトダイ (Lined javelinfish)
  - Hapalogenys merguiensis Iwatsuki, Satapoomin & Amaoka, 2000 (Mergui velvetchin)
  - Hapalogenys nigripinnis (Temminck & Schlegel, 1843) ヒゲソリダイ (Short barbeled velvetchin)
  - Hapalogenys sennin Iwatsuki & Nakabo, 2005 ヒゲダイ (Long barbeled grunter)
- マツダイ属 Lobotes [6]
  - Lobotes pacificus C. H. Gilbert, 1898 (Pacific tripletail)
  - Lobotes surinamensis (Bloch, 1790) マツダイ (Atlantic tripletail)